# 332 TCN
332 TCN là một năm trong lịch La Mã.